# آلان غانون
آلان غانون هو معلم موسيقى وملحن كندي، ولد في 22 مايو 1938 في Trois-Pistoles ‏ في كندا، وتوفي في 26 مارس 2017.

## وصلات خارجية
- آلان غانون على موقع ميوزك برينز (الإنجليزية)
- آلان غانون على موقع ديسكوغز (الإنجليزية)